# Partito del Lavoro della Corea del Sud
Il Partito del Lavoro della Corea del Sud (남조선로동당?, 南朝鮮勞動黨?, Namchosŏn RodongdangLR) è stato un partito comunista sudcoreano dal 1946 al 1949. Venne fondato dall'unione del ramo sudcoreano del Partito Comunista di Corea, il Nuovo Partito del Popolo di Corea, con una fazione del Partito del Popolo di Corea. Era guidato da Pak Hon-yong.